# Daniele Barioni
Daniele Barioni (* 6. September 1930 in Copparo, Italien; † 5. November 2022) war ein italienischer Opernsänger (Bariton/Tenor).

## Leben
Zu Karrierebeginn als Bariton tätig, sang er in der Folgezeit als Tenor. 1949 debütierte er am Mailänder Circolo Italia in einem Konzert, an dem auch die chilenische Sopranistin Claudia Parada teilnahm. 1954 gab er sein Opern-Debüt am Teatro Nuovo in Mailand in der Rolle des Turiddu in der Oper Cavalleria rusticana. Am 20. Februar 1956 trat er dann erstmals in der New Yorker Metropolitan Opera auf, als er den Cavaradossi in der Oper Tosca an der Seite von Delia Rigal und George London sang. Insgesamt war er sieben Jahre lang in 54 Auftritten für die New Yorker Oper tätig und beendete seine Zeit dort mit der Rolle der italienischen Sängers in Der Rosenkavalier.
In seiner Karriere folgte neben weiteren weltweiten Auftritten auch die Mitwirkung im italienischen Film Carosello di Canzoni. 1966 sang er an der Mailänder Scala den Turiddu und Pinkerton in Madama Butterfly. Bis 1975 war er ebenfalls weiter regelmäßig in verschiedenen US-amerikanischen Städten musikalisch aktiv.
Zu seinen weiteren Rollen gehörten: Alfredo in La traviata (u. a. 1958 an der Met mit Maria Callas), Dick Johnson in La fanciulla del West, Ismaele in Nabucco, Macduff in Macbeth, Loris in Fedora, die Titelrolle in Andrea Chénier, Edgardo in Lucia di Lammermoor, Calàf in Turandot und Enzo in La Gioconda.
Er trat am 18. Juni 1966 als Gast in der deutschen Fernsehshow Einer wird gewinnen auf. Zwischen 1975 und 1980 wurden seine Auftritte seltener. Im Jahre 1981 gab er, mit Renata Tebaldi als Partnerin, sein letztes Konzert im Teatro Comunale in Ferrara. Hier erhielt er den Premio Frescobaldi 1980.